# King's Lynn
King's Lynn è una cittadina portuale nella contea del Norfolk, nella parte centrale dell'Inghilterra. Luogo di nascita del pilota automobilistico britannico George Russell, e di Roger Taylor, storico batterista dei Queen.

## Geografia
King's Lynn, situata lungo le rive del fiume Great Ouse, nel Norfolk occidentale, a 8 km a sud dell'estuario del Wash. La cittadina è situata a 71 km ad ovest di Norwich e a 59 km a nord-est di Peterborough. È la terza città per ampiezza del comprensorio di Norfolk dopo Norwich e Great Yarmouth. 6 miglia (9,7 km) a nord-est sorge Sandringham House, residenza della famiglia reale.

## Storia
La cittadina sorse nel X secolo lungo le rive del Great Ouse, tuttavia fu menzionata per la prima volta solo nell'XI secolo. Nei secoli successivi, grazie ai suoi legami con la Lega Anseatica, divenne uno dei principali porti inglesi.
Per lungo tempo ha avuto i nomi di Bishop's Lynn e Lynn Regis. Ha assunto la denominazione attuale nel 1538 dopo la dissoluzione dei monasteri.
Durante la prima guerra mondiale fu una delle prime città britanniche ad essere bombardate dal cielo dai tedeschi. Accadde il 19 gennaio 1915 quando l'attacco di Zeppelin, causò la morte di oltre venti persone. King's Lynn è stata, assieme a Great Yarmouth, la prima città della storia ad essere colpita da un bombardamento aereo diretto verso civili.

## Galleria d'immagini

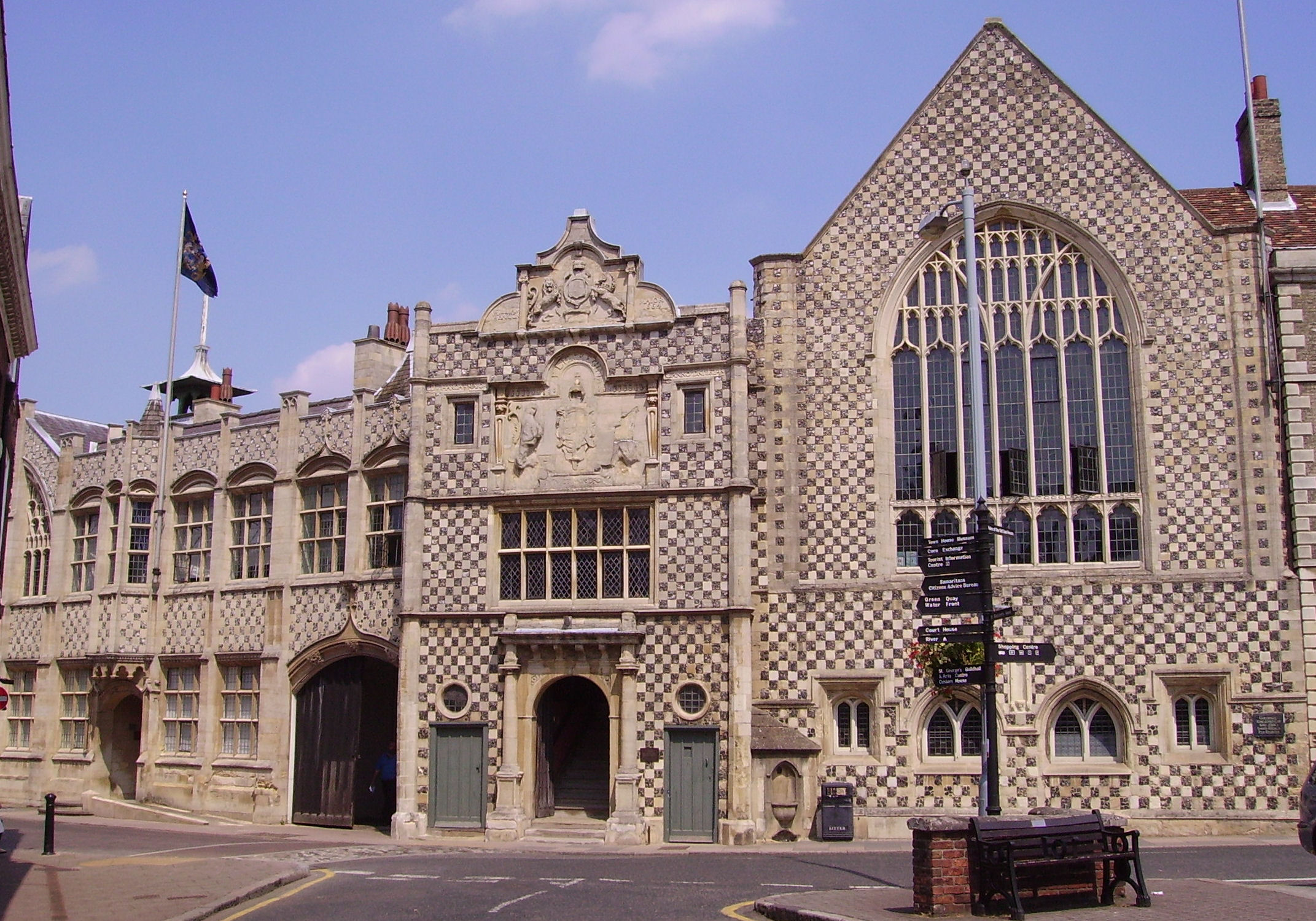
La Guild Hall
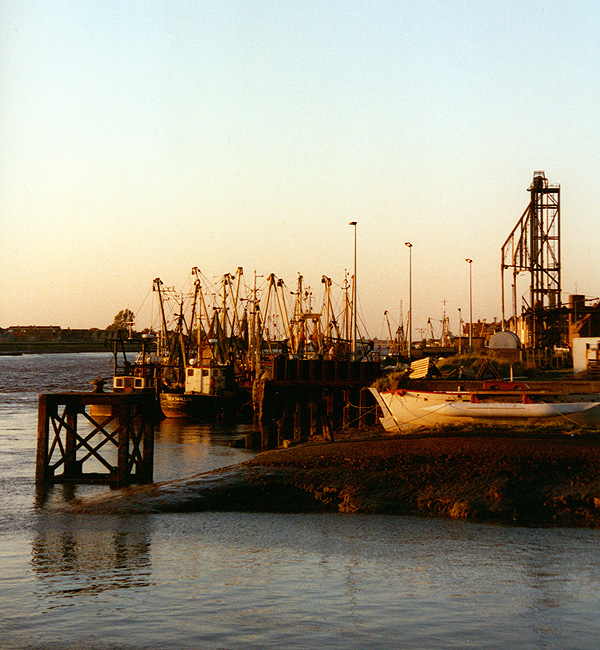
Barche da pesca all'ormeggio
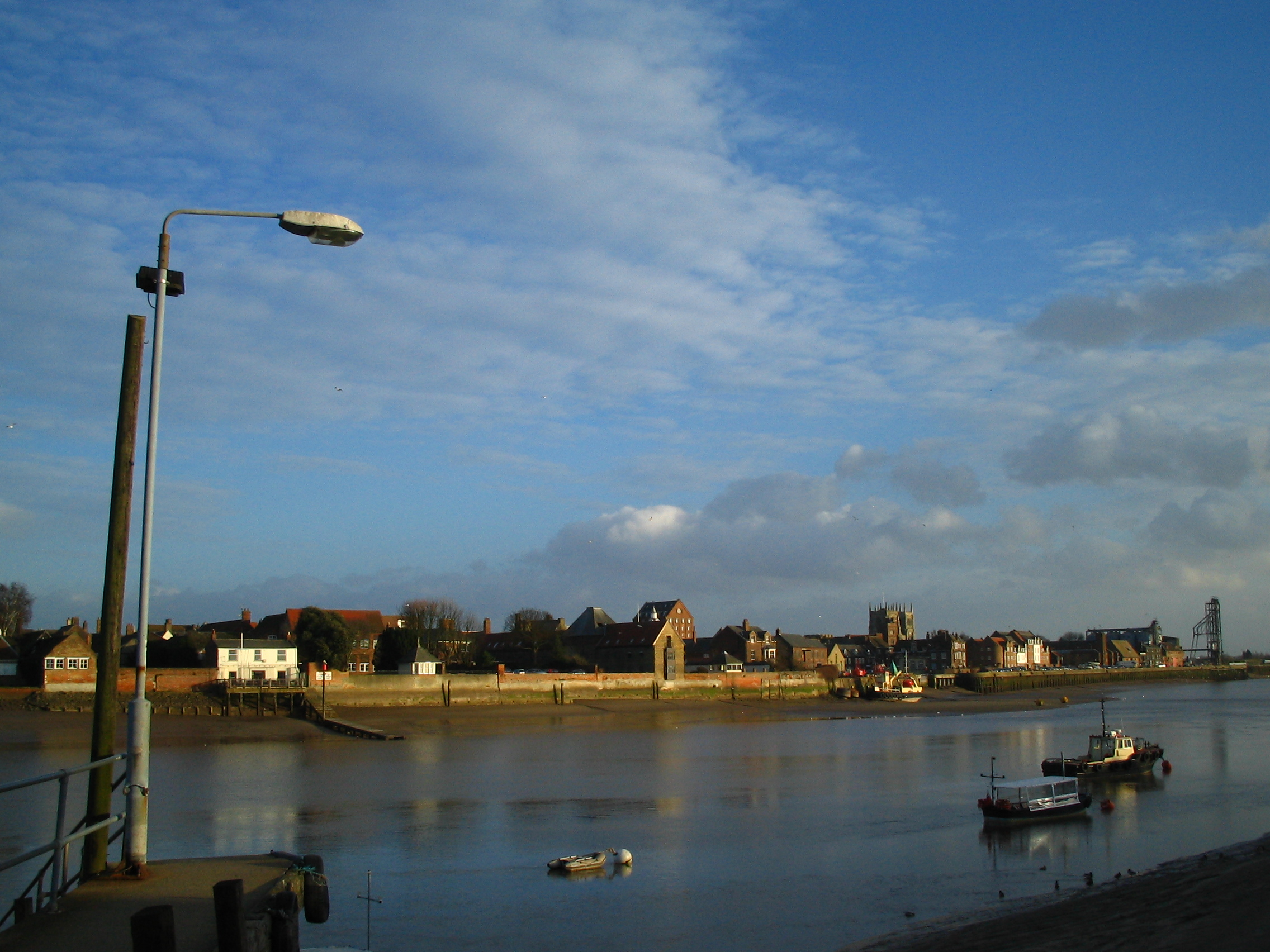
Il fiume Great Ouse
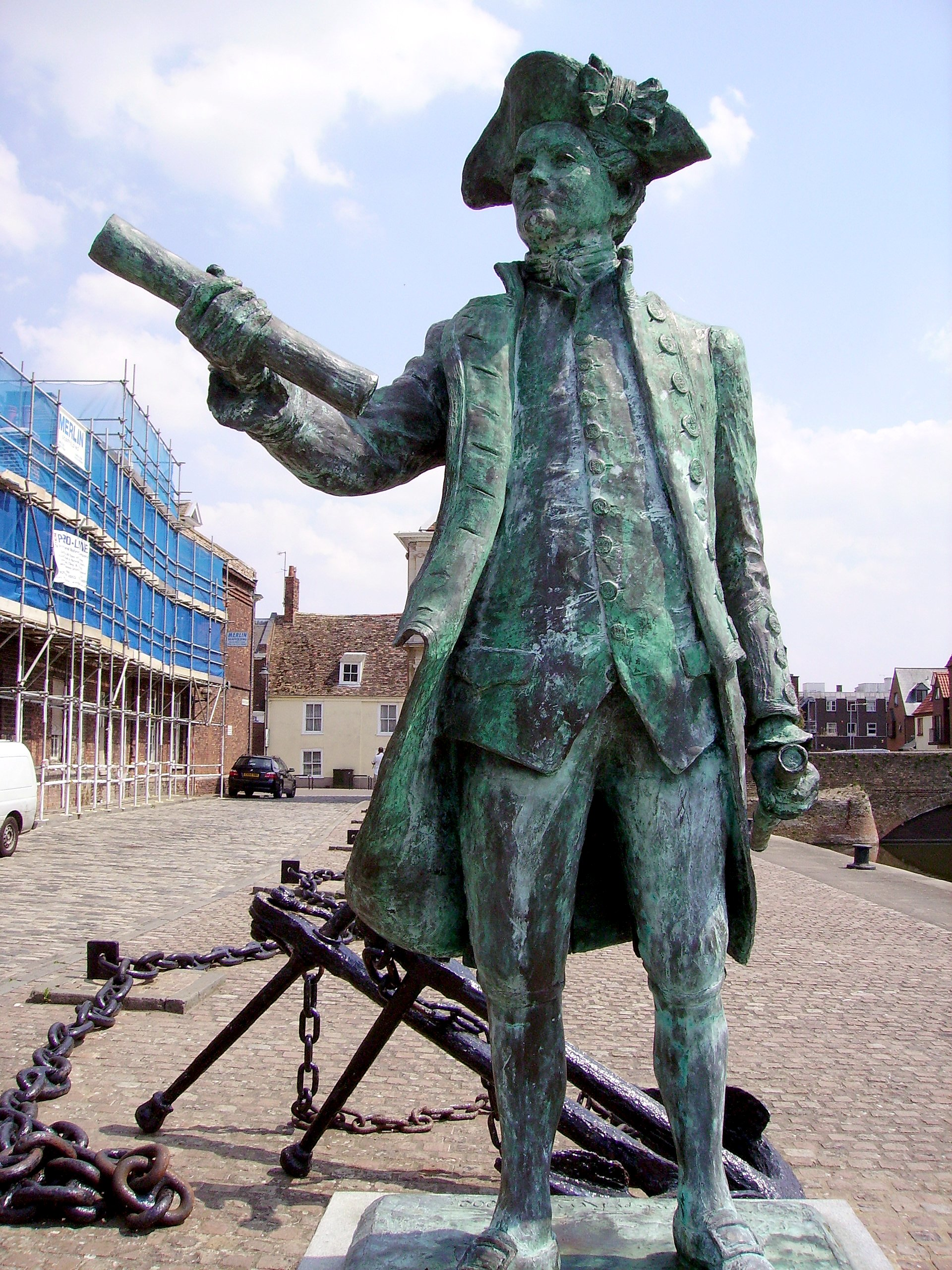
Statua a George Vancouver, ufficiale della Marina Britannica e navigatore, scopritore della baia in cui sorge Vancouver
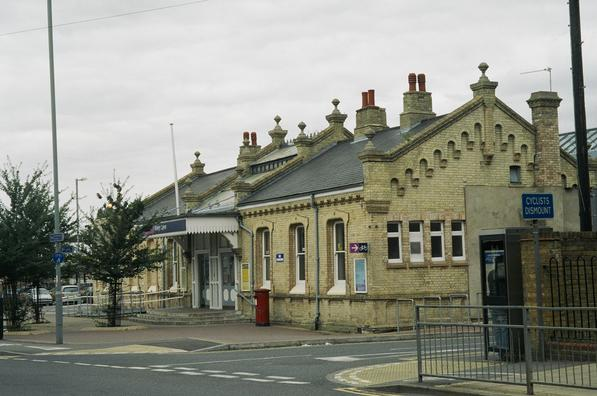
La stazione ferroviaria
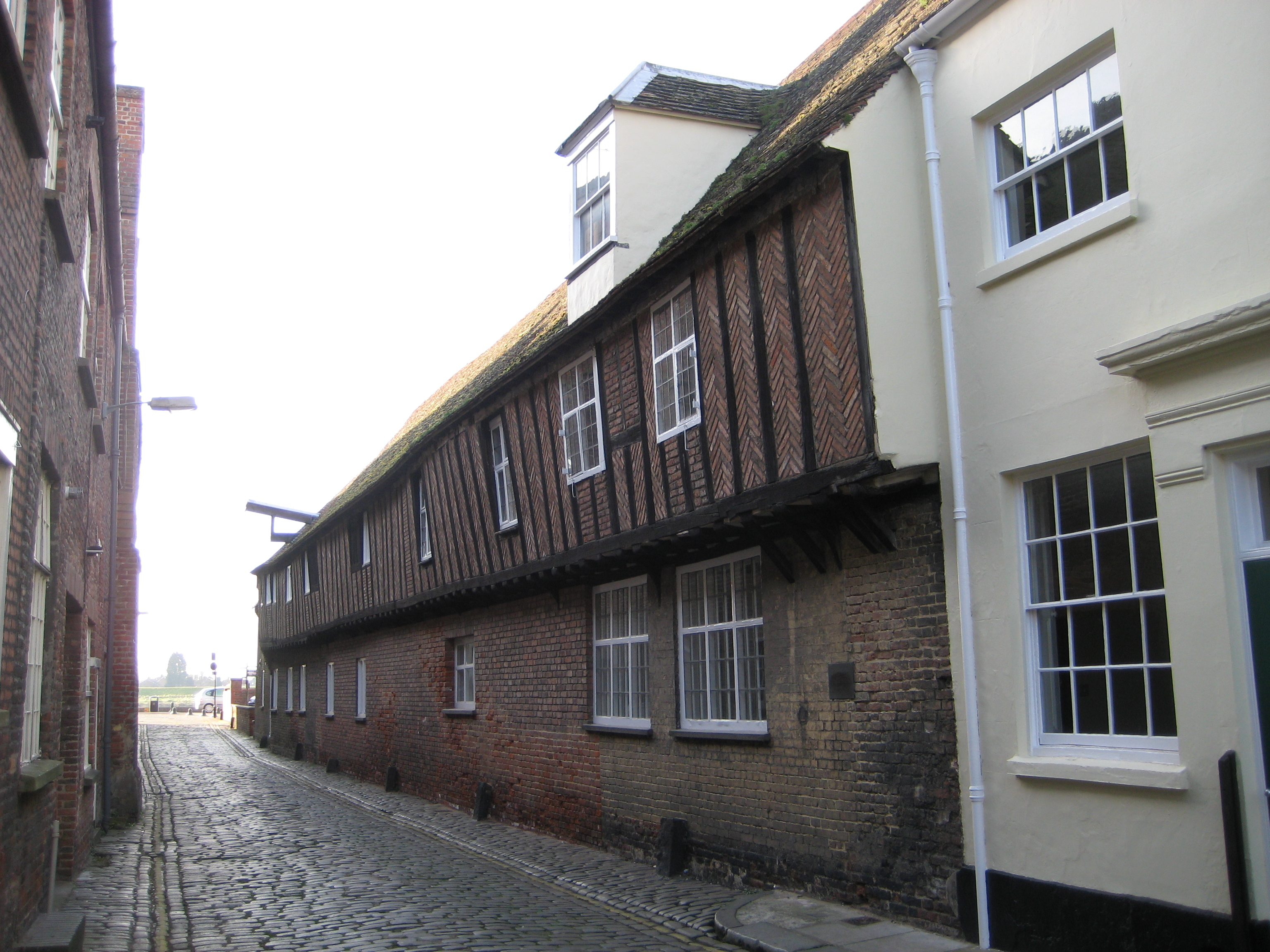
L'antica deposita della Lega Anseatica

## Curiosità
King's Lynn viene citata in uno dei romanzi più noti della popolare scrittrice statunitense di best-sellers Danielle Steel, "Beauchamp Hall", come cittadina di passaggio per Burnham Market, durante il viaggio della protagonista per giungere nella location del vicino castello in cui si svolgono le vicende del romanzo.